# Referenzweiß
Referenzweiß ist eine ideale unbunte Farbe ohne jeglichen Farbstich, die in der Farbmessung als neutraler Vergleich herangezogen wird. Es dient zum Festlegen des Weißpegels, den messtechnischen 100 %, im Gegensatz zum Schwarzpegel, der Null.
Als reale Vergleichsmessung sind meist mit Bariumsulfat präparierte Messflächen im Einsatz. Ein wichtiges Einsatzgebiet in der Lichtmesstechnik sind beispielsweise die Ulbricht-Kugel oder Standards für die Farbmetrik. Als brauchbare Substanz wird auch kalibriertes Titandioxid in Rutilstruktur genutzt, obwohl es zum Ultraviolett hin nicht mehr ideal weiß ist. Auch Magnesiumoxid besitzt ungleichmäßige Remission, wurde aber vormals als preiswerter Standard genutzt.
Unter „ideal weiß“ versteht man hierbei, dass über den gesamten Wellenlängenbereich der geforderten Messung keine Änderung des Remissionsgrades auftritt. Unter diesem Gesichtspunkt sind besonders für die praxisnahe Anwendung Teflon-Scheiben gut geeignet. Diese besitzen über einen weiten Spektralbereich eine hohe Gleichmäßigkeit der Remission. Aus gleichem Grund lassen sich damit auch gute Graustandards herstellen.